# Piotr Semenenko
Piotr Semenenko (16 de juny de 1814, Dzięciołowo, Polònia - † 18 de novembre de 1886, París, França) fou un prelat catòlic polonès, un dels membres del grup de fundadors de la Congregació de la Resurrecció i cofundador de les Germanes de la Resurrecció de Nostre Senyor Jesucrist.

## Biografia
Piotr Semenenko va néixer al si d'una família burgesa. El seu pare era d'origen catòlic i la seva mare calvinista. Els seus primers estudis els va fer a Białystok i l'ensenyament superior a la Universitat de Vílnius. Malgrat ser jove, va participar en la revolta polonesa del 1830 durant la revolució de 1830 contra el domini rus de Polònia. Després de fracassar la revolta, va haver de refugiar-se al Regne de Prússia.
Semenenko es va traslladar el 1831 a París, on s'uneix a una comunitat d'emigrants polonesos. El 1832 va entrar a formar part del partit polític Societat Democràtica Polonesa (Towarzystwo Demokratyczne Polskie), fundada a París per Tadeusz Krepowiecki. Va escriure diversos articles a revistes d'emigració polonesa i a La Tribune de París. En aquesta època va començar un interès per estudiar teologia, raó per la qual va conèixer Bogdan Jański, amb qui més endavant va fundar la Congregació de la Resurrecció per a l'atenció pastoral dels emigrants polonesos a París. El 1840 el grup de fundadors va viatjar a Roma per estudiar filosofia i teologia al Collegio Romano. El 1841 fou ordenat sacerdot.
Després de diversos anys de treballs pastorals a favor dels emigrants polonesos, Semenenko va decidir impulsar la branca femenina, i així és com el 1882 va fer néixer, juntament amb Celina Chludzińska Borzęcka, les Germanes de la Resurrecció de Nostre Senyor Jesucrist per a l'ensenyament dels fills dels emigrants. Va morir a París el 18 de novembre de 1886.

## Culte
El procés informatiu per a la causa de beatificació i canonització de Piotr Semenenko fou introduït a l'arxidiòcesi de París el 20 de gener de 1955. La causa encara està en curs, per la qual cosa l'Església Catòlica li concedeix el títol de servent de Déu.